# Перфильев, Сергей Аполлонович
Серге́й Аполло́нович Перфи́льев (1853—1918) — генерал-лейтенант, инспектор артиллерии 43-го армейского корпуса, герой русско-японской войны.

## Биография
Православный. Из потомственных дворян Костромской губернии.
Окончил 1-ю Санкт-Петербургскую военную гимназию (1871) и Михайловское артиллерийское училище (1874), откуда был выпущен подпоручиком во 2-ю гренадерскую артиллерийскую бригаду.
Чины: поручик (1876), штабс-капитан (1877), капитан (за отличие, 1883), подполковник (1895), полковник (за боевые отличия, 1904), генерал-майор (за отличие, 1909), генерал-лейтенант (за боевые отличия, 1917)
В составе 2-й гренадерской артиллерийской бригады участвовал в русско-турецкой войне 1877—1878 годов, в том числе в бою под Плевной и пленении армии Осман-паши. Затем был субалтерн-офицером 5-й батареи той же бригады.
Окончил Офицерскую артиллерийскую школу. В 1895 году был произведен в подполковники с назначением командиром 4-й батареи 35-й артиллерийской бригады, с которой вступил в русско-японскую войну. Участвовал в бою у Вафангоу. В ноябре 1904 года был произведен в полковники за отличие в бою у деревни Ляомогоу в отряде генерала Мищенко. В сражении на реке Шахэ был ранен шрапнелью, после чего эвакуирован в Россию.
В марте 1905 года был назначен командиром 3-го дивизиона 15-й артиллерийской бригады. Затем командовал 34-й артиллерийской (1909—1910), 15-й артиллерийской (1910—1912) и 6-й артиллерийской (1912—1913) бригадами. В июле 1913 был уволен от службы с мундиром и пенсией.
В январе 1916 года был возвращен на службу с зачислением по полевой легкой артиллерии, назначен и.д. инспектора артиллерии 43-го армейского корпуса (1916—1917). В 1917 году был произведен в генерал-лейтенанты с утверждением в должности.
После Февральской революции был отчислен в резерв чинов при штабе Двинского военного округа, а в мае — уволен со службы по болезни.
В 1918 году в Пятигорске был захвачен большевиками в заложники, зарублен (по другим данным — расстрелян) вместе с генералами Рузским, Радко-Дмитриевым, Тумановым, Медемом, Бочаровым, Шевцовым, Шаховским и другими заложниками.

## Семья
Сын Дмитрий (1888—после 1938), офицер лейб-гвардии Конной артиллерии, георгиевский кавалер. В эмиграции в Китае.

## Награды
- Орден Святой Анны 4-й ст. «за храбрость» (1878);
- Орден Святого Станислава 3-й ст. с мечами и бантом (1879);
- Орден Святой Анны 2-й ст. (1900) с мечами (1904).
- Золотое оружие «За храбрость» (ВП 12.02.1906);
- Орден Святого Владимира 3-й ст. (1908);
- Орден Святого Станислава 1-й ст. (1912);
- Орден Святой Анны 1-й ст. с мечами (1916).